# Victor Hubinon
Victor Hubinon, född 26 april 1924, död 8 januari 1979, var en belgisk serieskapare. Sina humorserier signerade han med pseudonymen Victor Hughes. Bland hans mest spridda verk märks Buck Danny och Röde Piraten, båda till manus av Jean-Michel Charlier. 
Hubinon verkade framför allt som serietecknare, men skrev även en mindre mängd manus. Han samarbetade huvudsakligen med Charlier, men även med exempelvis René Goscinny. 

## Serier (i urval)
- Buck Danny (40 album, 1948-1979)
- Röde Piraten (18 album, 1961-1974)